# Актюба (Кармаскалинський район)
Актю́ба (рос. Актюба, башк. Аҡтүбә) — присілок у складі Кармаскалинського району Башкортостану, Росія. Входить до складу Старомусінської сільської ради.
Населення — 103 особи (2010; 243 в 2002).
Національний склад:
- башкири — 55 %
- татари — 43 %